# Return Merchandise Authorization
RMA (англ. Return Merchandise Authorization) — возврат некачественных или неисправных изделий производителю для ремонта, обмена или зачёта в баланс.
RMA обычно осуществляется в несколько этапов:
1. Подача заявки на возврат, в ходе которой устанавливается возможность осуществления возврата (наличие записей о продаже у производителя, неистёкший срок гарантии). Обычно заявка оформляется на специальном бланке (RMA form), после обработки заявки ей присваивается учётный номер (RMA number), использующийся в дальнейшем для учёта и маркировки отправляемого изделия.
2. Отправка дефектных изделий производителю.
3. Подтверждение получения изделий производителем, замена или восстановление, возврат исправного изделия.

Часто для повышения скорости работы осуществляется зачёт в баланс по факту заполнения RMA.